# Alaeddin-moskee
De Alaeddin-moskee is het belangrijkste monument van de citadel van Konya (Turkije). Het gebouw diende als de "moskee van de Troon" voor het sultanaat Rûm en bevat het dynastieke mausoleum. Het werd gebouwd in fasen tussen het midden van de 12e eeuw en midden van de 13e eeuw. Zowel de citadel en de moskee dragen de naam van sultan 'Ala al-Din Kayqubad I.